# Qualicum Beach
Qualicum Beach è un comune (town) del Canada, situata in Columbia Britannica, nel distretto regionale di Nanaimo.